# Scrub Island (Isole Vergini Britanniche)
Scrub Island è una delle isole che compongono il territorio d'oltremare delle Isole Vergini Britanniche, una parte dell'arcipelago delle Isole Vergini.
Si trova pochi chilometri a est di Tortola, 120 km ad est di Porto Rico e a circa 45 da St. Thomas (Isole Vergini Americane). L'isola, di origine vulcanica, è costituita da due rilievi collegati da una stretta lingua di terra centrale.
Lunga circa 2,6 km, si estende su una superficie di 0,96 km².
Sull'isola non è presente alcun centro abitato, tuttavia, a seguito di un massiccio progetto di sviluppo, sono stati realizzati nel 2010 un porto turistico e un villaggio turistico di lusso.